# 門脇のりや
門脇 のりや（かどわき のりや、1985年8月24日 - ）は、日本のお笑い芸人である。サンミュージックプロダクション所属（シュガー・プランニング・サービス → フリーランス → サンミュージック）。

## 経歴・人物
三重県四日市市出身。暁高等学校、青山学院大学経営学部卒業。身長172cm、体重58kg、血液型O型。趣味はフットサル、リバーシ。主なネタ作りを担当。
2016年5月、お笑いコンビ「こぶし」解散。解散後、ピン芸人として活動。
2016年7月、フジテレビによる特番『タシカケ』において、飲み会オーディションを勝ち抜きMCに抜擢される。
2016年8月から、同じ事務所の後輩・ムネタ（元平成デモクラシー）と「サツキ」というコンビを組んで活動している。

## 出演

### テレビ
- イケてる男と聞きたい女（フジテレビ、2016年4月 - 10月）
- イケてる男とブサイク（フジテレビ）
- タシカケ（フジテレビ）
- 仰天ハプニング 次世代芸人枠（フジテレビ）
- 笑レース（フジテレビ）
- ぐるナイおもしろ荘 若手にチャンスを頂戴！今年も誰か売れてSP（日本テレビ、2019年1月1日） - お笑いコンビ「サツキ」で出演 [注 1]。
- タモリ倶楽部「空耳アワー」（テレビ朝日）

### CM
- ネクソン「マビノギ英雄伝」
- ジョージア エネマンシリーズ
- ジョージア スマホ手袋
- ジョージアX 紅茶編
- ジョージアX 抹茶編
- マクドナルド ファミリーパック編
- JT
- ミューズ「デンジャラス・タッチ」篇